# Harpstedt
Harpstedt é um município da Alemanha localizado no distrito de Oldenburg, estado da Baixa Saxônia.
É membro e sede do Samtgemeinde de Harpstedt.